# Die Tophar-Mumie
Die Tophar-Mumie ist ein stummes deutsches Filmdrama 'in 1 Vorspiel und 6 Akten' (so das Kinoplakat) von Dr. Johannes Guter aus dem Jahre 1920.
Mit dem Titel hat es folgende Bewandtnis:
“Im alten Ägypten galt es als Beweis der allerhöchsten Treue, wenn eine Frau sich zu Ehren des verstorbenen Gatten lebendig einbalsamieren ließ. Die ägyptischen Dichter nennen diese heldenmütigen Witwen poetisch "Tophar"-Bräute, Ewigkeitsbräute.”

(Walter Kabel)

## Handlung
Mädchen wird einbalsamiert und an Liebhaber verkauft. (GECD #43083)
Im Mittelpunkt der dramatischen Geschichte steht die in einem Mumiensarg gefangene Tänzerin Lola, die abspenstige Geliebte eines Malers und Abenteurers, der hasserfüllt im Zusammenspiel mit einem Antiquitätenhändler einen grausamen Plan entwirft …
Ausführlich ist der Inhalt beschrieben im Programmheft, das die Decla-Bioscop zu Die Tophar-Mumie 1920 herausgab.

## Produktionsnotizen
Der 6-aktige Film war eine Produktion der Decla-Bioscop AG, entstand in den Studios von Neubabelsberg bei Berlin und wurde von Wilhelm Schwäbl photographiert. Das Szenenbild gestaltete Franz Seemann. Die Produktionsleitung hatte Rudolf Meinert, Produzent war Erich Pommer.
Die Tophar-Mumie lag am 7. Oktober 1920 der Reichsfilmzensur in einer Länge von 1736 Metern vor und wurde von ihr unter der Nr. B00543 mit Jugendverbot belegt.
Die Uraufführung fand am 14. Oktober 1920 in Berlin im Kino Marmorhaus statt. Das Kinoplakat für das Marmorhaus entwarf der Graphikkünstler Josef Fenneker.
Der Film wird erwähnt in:
- Der deutsche Film Vol. 2 No. 4
- lebende Bild (lb) No. 33/34, 1919
- Film und Presse No. 15, 1920
- Film und Presse No. 16, 1920
- Filmkurier No. 232, 1920
- Der Film  No. 41, 1920
- Der Film  No. 42, 1920
- Lichtbildbühne No. 42, 1920
- Deutsche Lichtspielzeitung No. 43, 1920
- Kinematograph No. 719, 1920

und ist registriert bei
- Lamprecht Vol. 20 No. 304

Anmerkung: die bei IMDb und murnaustiftung.de angegebene Spieldauer von 64 Minuten ist mit Tonfilmgeschwindigkeit (24 BpS) gemessen; mit den zur Entstehungszeit gebräuchlichen 18 - 20 BpS vorgeführt liefe der Film rund 76 Minuten lang.

## Literarisch-filmisches Umfeld
Von Hanns Heinz Ewers gibt es eine Schauergeschichte mit dem Titel Die Topharbraut. Sie wurde erstmals veröffentlicht in dem Band "Das Grauen. Seltsame Geschichten. Erzählungen.", erschienen bei G. Müller, München/Leipzig 1907.
Filme über Mumien und das alte Ägypten waren in der Zeit nach dem Weltkrieg durchaus populär, besonders aber nach der Entdeckung des Grabes von Tut-Anch-Amun durch Howard Carter 1922. Doch schon vorher entstanden in Deutschland Filme wie Die Augen der Mumie Ma (Ernst Lubitsch, 1918), Die goldene Mumie (Richard Eichberg, 1918), Der Schädel der Pharaonentochter (Otz Tollen, 1920) oder Das Rätsel der Sphinx (Adolf Gärtner, 1921). (vgl. Berman S. 166)
- Aufführung

Am 15. Juli 1921 lief "Die Tophar-Mumie" in Dresden im Prinzess-Theater (auch Prinzeß-Lichtspiele), Prager Straße 52 am Hauptbahnhof.

## Kritik
„Ein äußerst wirksames Filmwerk. (…) Sehenswert sind besonders die Szenen im afrikanischen Milieu, die vom Regisseur Dr. Johannes Guter mit sicherem Blick für das Bildhafte gestaltet sind.“